# Угрюмово (Калининградская область)
Угрюмово (до 1938 — Матенингкен (нем. Matheningken), до 1946 — Маттенау (нем. Mattenau)) — посёлок в Черняховском районе Калининградской области. До 2015 года входил в состав Свободненского сельского поселения.

## Население
| 1910 | 1933 | 1939 | 2002 | 2010 |
| ---- | ---- | ---- | ---- | ---- |
| 289  | ↗290 | ↘285 | ↘167 | ↘165 |

## История
Населённый пункт Маттенау в 1946 году был переименован в поселок Угрюмово.